# Owen Hale
Owen Hale (* 15. července 1948, Louisville, Kentucky, Spojené státy americké) je americký hudebník, hráč na bicí. Koncem sedmdesátých let hrál v kapele David & The Giants. V roce 1994 nahradil Kurta Custera ve skupině Lynyrd Skynyrd. S kapelou nahrál alba Endangered Species (1994) a Twenty (1997). Kapelu opustil roku 1998. Během své kariéry působil také jako studiový hudebník a spolupracoval s mnoha dalšími hudebníky, mezi něž patří například Frederick Knight, Levon Helm, Roch Voisine, Dolly Parton a Billy Ray Cyrus.